# Кулик Костянтин Анатолійович
Костянтин Анатолійович Кулик (нар. 14 червня 1970, Одеса УРСР) — радянський та український футболіст, півзахисник, нападник. Майстер спорту (1986). Триразовий чемпіон Молдавії, дворазовий бронзовий призер чемпіонатів України.

## Життєпис
Вихованець футбольної школи одеського «Чорноморця», перший тренер — Ю. О. Скорик. На дорослому рівні розпочав виступати в 1989 році у «Тигині» з Бендер, потім перейшов до «Ністру» (Кишинів), а згодом — до «Кяпаза». У 1991 році пів року проходив військову службу в одеському СКА, а потім перейшов у бакинський «Нефтчі».
Після створення незалежного чемпіонату України повернувся в «Чорноморець», але в першому сезоні зіграв лише один кубковий матч. Дебютний матч у чемпіонаті України провів 6 вересня 1992 року проти «Кривбасу», а перший гол забив у своєму другому матчі 11 вересня 1992 року в ворота запорізького «Металурга». У сезонах 1992/93 і 1993/94 років разом з командою вигравав бронзові медалі чемпіонату. Володар Кубка України 1993/94, в фінальному матчі проти «Таврії» реалізував один з післяматчевих пенальті.
У 1995 році перейшов у російський «Ротор» з Волгограда. Дебютний матч за команду зіграв 8 квітня 1995 року проти «Уралмашу» (0:5). Усього за сезон взяв участь у 10 матчах чемпіонату Росії (з них жодного не відіграв повністю) і чотирьох матчах Кубка країни. Став фіналістом Кубка Росії 1994/95, в фінальному матчі не виходив на поле, але брав участь в чвертьфіналі та півфіналі.
Після відходу з «Ротора» ще два сезони виступав в Росії, в складі ставропольського «Динамо» й липецького «Металурга». З «Металургом» посів друге місце в турнірі першої ліги 1997 року, але через особливості регламенту того сезону, команда не отримала права на підвищення у вищу лігу.
Починаючи з сезону 1997/98 років виступав за кишинівський «Зімбру», в його складі тричі поспіль вигравав титул чемпіона Молдови, а в сезоні 2000/01 років став віце-чемпіоном. Фіналіст Кубка чемпіонів Співдружності 2000 року. Також провів 1 поєдинок у футболці «Зімбру» в кваліфікації Ліги чемпіонів 2000/01.
Взимку 2001/02 років разом з товаришами по «Зімбру» Ігорем Опрею і Русланом Гілазевим перейшов у «Чорноморець», який в той час грав у першій лізі, і допоміг команді піднятися у вищу. Наступний сезон починав як гравець основи, але під час зимової перерви втратив місце в складі і став виступати за дубль. Влітку 2003 року перейшов в овідіопольський «Дністер» з другої ліги, в його складі провів три сезони, а наприкінці своєї кар'єри виступав за аматорські команди Одеси «Юнга-Дністер» та «Торпедо».
Після закінчення кар'єри гравця, працював адміністратором «Дністра» (Овідіополь) та ФК «Одесі».

## Досягнення
- Вища ліга чемпіонату України
  -  Бронзовий призер (2): 1992/93, 1993/94

- Кубок України
  -  Володар (1): 1993/94

- Кубок Росії
  -  Фіналіст (1): 1994/95

- Національний дивізіон Молдови
  -  Чемпіон (3): 1997/98, 1998/99, 1999/00
  -  Срібний призер (1): 2000/01